# Volusià de Tours
Volusià (en francès Volusien) va ser el setè bisbe de Tours, entre 491 i 498. Provenia d'una rica família senatorial, cristiana, i havia tingut bones relacions amb el seu predecessor Sant Perpetu, com també amb Rurici de Llemotges. Sembla que va estudiar al monestir de Lerins. Acusat de traïció, va ser expulsat de la seva seu pels visigots, es va exiliar a Tolosa de Llenguadoc, on potser va ésser martiritzat. Segons la història de Gregori de Tours, però, va morir a Hispània.

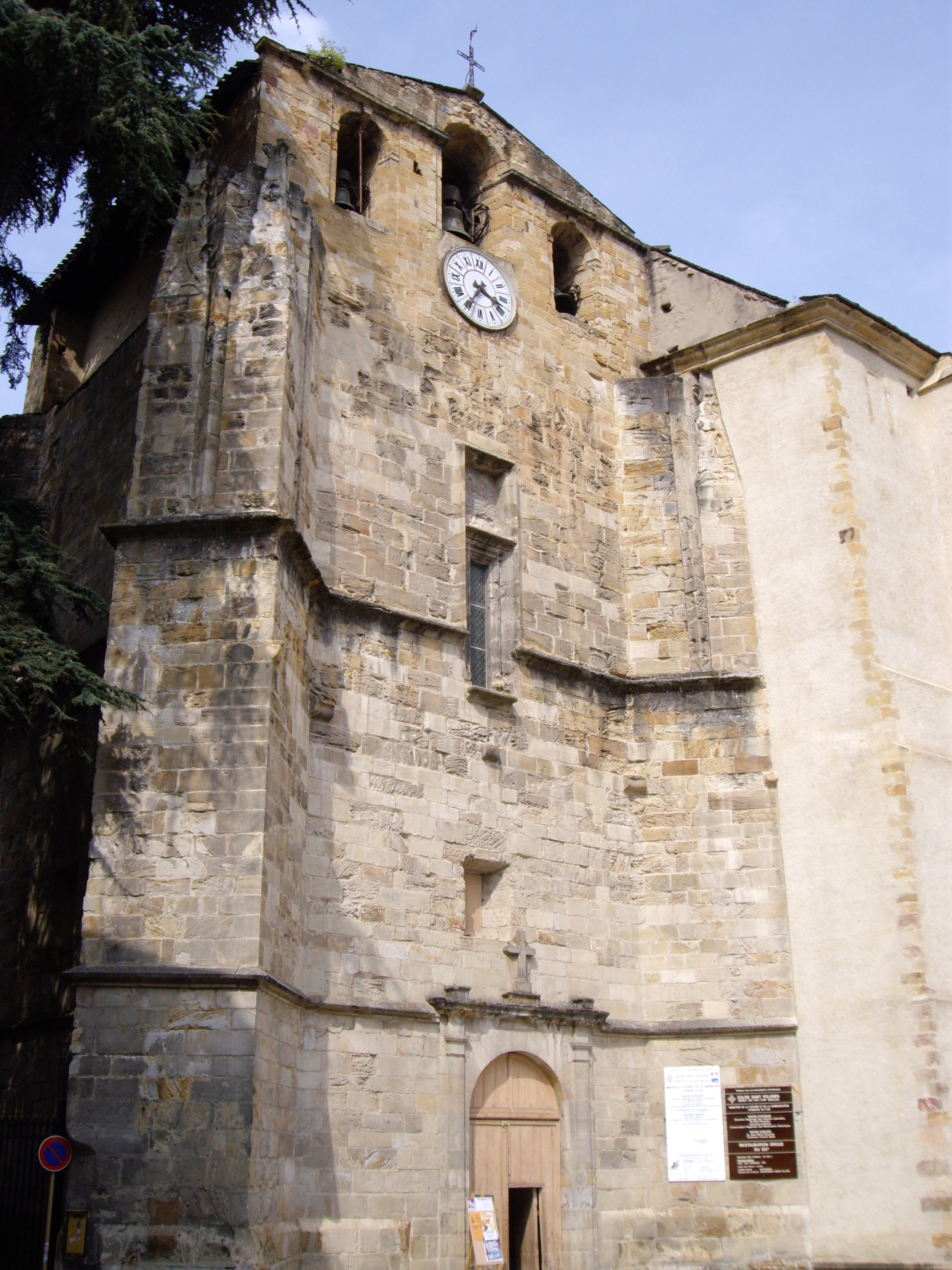
Església de Sant Volusià de Foix

Una tradició, no provada, diu que va ésser decapitat pels visigots en 507 en algun lloc entre Pàmies i Varilhes. Segons la mateixa tradició, Clodoveu I va traslladar-ne el cos a Foix, on va ésser sebollit a la primera església de la vila, la de Sant Martí, per la qual cosa va ésser nomenat sant patró de Foix. En 1111, les restes van traslladar-se a l'església de Sant Nazari, que va prendre el seu nom actual d'església de Sant Volusià. Al segle xvi, les restes van ésser profanades i destruïdes durant la revolta calvinista.
La seva festivitat se celebra el 18 de gener.